# Schizocardium peruvianum
Schizocardium peruvianum är en djurart som tillhör fylumet svalgsträngsdjur, och som beskrevs av Spengel 1893. Schizocardium peruvianum ingår i släktet Schizocardium och familjen Spengelidae. Inga underarter finns listade i Catalogue of Life.